# Wilhelm Adam (1893–1978)
Wilhelm Adam (28. března 1893 – 24. listopadu 1978) byl plukovník Wehrmachtu během druhé světové války, v bitvě u Stalingradu byl pobočníkem polního maršála Pauluse, do sovětského zajetí padl 31. ledna 1943. Zde byl stálým společníkem polního maršála Pauluse. Po kapitulaci Německa se stal členem Národního výboru pro svobodné Německo. Později sloužil jako důstojník východoněmecké Nationale Volksarmee, do výslužby odešel v roce 1958, v roce 1977 byl povýšen do hodnosti generálmajora.
Od roku 1950 do roku 1952 byl ministrem financí Saska a v letech 1949–1963 poslancem Sněmovny lidu NDR.

## Život
Adam se narodil v roce 1893 v Eichenu u Hanau jako syn sedláka. Po ukončení střední školy navštěvoval v letech 1908 – 1913 učitelskou školu v Schlüchternu. Od 1. října 1913 sloužil jako jednoletý dobrovolník 2. Nassauischen Infanterie-Regiments Nr. 88. Na začátku první světové války přišel 8. srpna 1914 jako Gefreiter (desátník) na západní frontu a byl 16. září 1914 zraněn. O deset dní později byl přidělen k náhradnímu praporu svého pluku a 1. dubna 1915 povýšen jako Feldwebel (četař). Od dubna do května 1915 se účastnil důstojnického kursu a 22. května byl povýšen na poručíka. Od 28. října 1916 byl Wilhelm Adam Ordonnanzoffizierem 70. Landwehr-Infanterie-Brigade.
Po skončení války byl 31. ledna 1919 propuštěn jako Leutnant (poručík) z armády.
Od roku 1919 do roku 1929 Adam pracoval jako učitel střední armádní technické školy v Hesensku v Langenselboldu a od roku 1929 do roku 1934 jako učitel na vojenské škole ve Weimaru v Durynsku. Souběžně Adam studoval v letech 1922 až 1924 na univerzitě ve Frankfurtu nad Mohanem a v roce 1927 složil zkoušku.
Roku 1934 byl Adam reaktivován v hodnosti kapitána a po vojenském školním kurzu 1. ledna 1938 povýšen na majora. Do roku 1939 působil jako učitel nejprve na Pěší škole Döberitz a poté na škole Kriegsschule Dresden.
V roce 1939 byl pobočníkem v XXIII. Armádním sboru a od roku 1941 byl adjutantem velitelů 6. armády, nejprve Waltera von Reichenau a později Friedricha Pauluse. Dne 1. března 1942 se stal plukovníkem. Jako první adjutant velitele 6. armády se Adam účastnil bitvy u Stalingradu. Nebyl však pobočníkem (jak se to někdy chybně překládá a chápe), ale přibližně šéfem kádrového a organizačního oddělení armády a měl tedy nejblíže k problémům doplňků a záloh.
Právě organizoval budování záložního stanoviště štábu armády, když začala sovětská protiofenzíva. Vybudoval obrannou linii na řece Čiru, mimo obklíčení, svůj úsek ubránil a 17. prosince 1942 byl Adam jako velitel bojové skupiny za statečnost, kterou při tom prokázal oceněný Rytířským křížem. Na žádost Pauluse byl letecky přepraven zpět do Stalingradu a pomáhal velení. Dne 31. ledna 1943 se spolu s náčelníkem štábu generálporučíkem Arthurem Schmidtem a maršálem Friedrichem Paulusem vzdali Rudé armádě. Kolona zajatců dorazila na štáb 64. sovětské armády, kde je vyslechl velitel armády M.S. Šumilov. Ještě téhož dne převezli zajatce na velitelství Stalingradského frontu ke generálporučíkovi K.K. Rokossovskému a generálplukovníku N.N. Voronovovi. Skupinu tvořili jen zajatci v hodnosti generálů; sovětské velení však vyhovělo Paulusově žádosti, aby s ním mohl zůstat i plukovník Adam.
Zajetí strávili v zajateckém táboře Krasnogorsk, později v Suzdalu a v zajateckém táboře 5110/48 Vojkovo. V Krasnogorsku navštěvoval Adam „Centrální Antifa-Schule“ a stal se členem Ligy německých důstojníků. Za to byl německým soudem v nepřítomnosti odsouzen k smrti.
V roce 1948 se vrátil do Německa do sovětské okupační zóny. Byl jedním ze spoluzakladatelů Národně demokratické strany Německa. Od roku 1948 do roku 1949 pracoval jako referent v saské zemské vládě. Od roku 1950 do roku 1952 byl ministrem financí v Sasku, jedné ze šesti zemí zprvu federativní socialistické Německé demokratické republiky (NDR) a od roku 1949 do roku 1963 poslancem Sněmovny lidu NDR.
V roce 1952 se Adam stal plukovníkem v Kasernierte Volkspolizei (KVP), v předchůdci východoněmecké národní lidové armády – Nationale Volksarmee. Od roku 1953 do roku 1956 byl velitelem důstojnické školy KVP. V roce 1958 odešel Adam do důchodu. Stále však pracoval ve Svazu bývalých důstojníků.
V roce 1968 byl vyznamenán Řádem práce a při příležitosti 28. výročí založení východního Německa byl dne 7. října 1977 povýšen na generálmajora v záloze ve východoněmecké armádě.
Roku 1965 vyšla za vědecké a literární spolupráce prof. dr. Otto Rühleho kniha vzpomínek: Wilhelm Adam – Der schwere Entschluss (Verlag der Nation, Berlin, 1965). V překladu Antona Smutného vydalo Vydavateľstvo politickej literatúry v Bratislavě (1967) zkrácené a upravené vydání se souhlasem autora – Bol som Paulusovým pobočníkom. České vydání (překlad František Voráček, Naše vojsko v Praze, 1968) – S Paulusem k Volze končí kapitulací německých divizí ve Stalingradě, byly vypuštěny závěrečné kapitoly německého originálu.

## Vyznamenání
- Železný kříž (1914) – II. třída (6. září 1914) a I. třída (30. září 1917)
- Řád krve (Blutorden) – medaile připomínající 9. listopad 1923
- Cena za služby (Dienstauszeichnung) 3. úrovně (2. října 1936)
- Spona k Železnému kříži – II. třída (26. května 1940) a I. třída (10. října 1941)
- Rytířský kříž Železného kříže dne 17. prosince 1942 jako Oberst a pobočník Armeeoberkommando 6 (velení 6. armády)
- Vlastenecký řád za zásluhy ve stříbře v roce 1956
- Řád práce v roce 1968
- Čestná spona do vlasteneckého řádu za zásluhy ve zlatě v roce 1978